# Landschaftsschutzgebiet Hillebach-Zuläufe und Grünlandkomplex bei Hildfeld
Das Landschaftsschutzgebiet Hillebach-Zuläufe und Grünlandkomplex bei Hildfeld mit 48,62 ha Größe liegt um Hildfeld im Stadtgebiet von Winterberg. Das Gebiet wurde 2008 vom Kreistag des Hochsauerlandkreises mit dem Landschaftsplan Winterberg als Landschaftsschutzgebiet (LSG) Typ C ausgewiesen.

## Beschreibung
Das LSG besteht aus fünf Teilflächen. Das LSG geht bei drei Teilflächen bis an den Siedlungsbereich. Kleine Teile des LSG sind als ein gesetzlich geschütztes Biotop nach § 30 BNatSchG ausgewiesen. Im LSG befinden sich teils Magergrünlandgesellschaften. Es handelt sich um Talbereiche der Schweimecke, Hachicke und eines namenlosen Bachtals. Das LSG grenzt teils direkt an das Naturschutzgebiet Hillebachtal und das Naturschutzgebiet Irrgeister.
Mitte Juli 2024 stellten Ornithologen des Verein für Natur- und Vogelschutz im Landschaftsschutzgebiet nördlich des Hillebaches östlich von Hildfeld einen rufenden Wachtelkönig fest. Auch an den nächsten Abenden wurde der Wachtelkönig verhört. Daher schaltete man die Untere Naturschutzbehörde des Hochsauerlandkreises ein. Diese schloss mit dem Landwirt eine Vereinbarung, damit das Grünland erst Ende August gemäht wurde, damit der Wachtelkönig in der Mähwiese ungestört brüten konnte. Der Landwirt erhielt von der Behörde einen Entschädigung für den Ernteausfall.

## Rechtliche Rahmen
Das Landschaftsschutzgebiet Hillebach-Zuläufe und Grünlandkomplex bei Hildfeld wurde als eines von 13 Landschaftsschutzgebieten vom Typ C, Wiesentäler und bedeutsames Extensivgrünland im Stadtgebiet von Winterberg, ausgewiesen. Wie in den anderen 12 Landschaftsschutzgebieten vom Typ C im Landschaftsplangebiet Winterberg besteht im LSG Talsystem der Elpe ein Umwandlungsverbot von Grünland und Grünlandbrachen in Acker oder andere Nutzungsformen. Eine Erstaufforstung und eine Anlage von Weihnachtsbaumkulturen ist verboten. Eine maximal zweijährige Ackernutzung innerhalb von zwölf Jahren ist erlaubt, falls damit die Erneuerung der Grasnarbe vorbereitet wird. Dies gilt als erweiterter Pflegeumbruch. Beim erweiterten Pflegeumbruch muss ein Mindestabstand von fünf Metern vom Mittelwasserbett eingehalten werden.

## Schutzzweck
Die Ausweisung erfolgte zur Ergänzung der Naturschutzgebiets-Ausweisung in den Talauen von Winterberg um ein Offenlandbiotop-Verbundsystem zu schaffen, damit Tiere und Pflanzen Wanderungs- und Ausbreitungsmöglichkeiten behalten, und dem Erhalt der Vorkommen geschützter Vogelarten sowie dem Schutz artenreicher Pflanzengesellschaften.